# Pétrel noir
Pterodroma macroptera
Espèce
Statut de conservation UICN

 LC  : Préoccupation mineure
Répartition géographique
Le Pétrel noir (Pterodroma macroptera) est une espèce d'oiseaux marins appartenant à la famille des Procellariidae, répandu à travers les îles subantarctiques.

## Description
Cet oiseau se caractérise par un plumage entièrement sombre.